# The Collection (Amanda Lear)
The Collection è una raccolta della cantante pop francese Amanda Lear, pubblicata nel 1991 dall'etichetta discografica BMG Ariola.

## Tracce
CD (Ariola 261 720 (BMG) / EAN 4007192617203)
1. Follow Me - 3:50 (Anthony Monn, Amanda Lear)
2. Mother, Look What They've Done to Me - 4:32 (Anthony Monn, Amanda Lear)
3. Run Baby Run - 3:45 (Anthony Monn, Amanda Lear)
4. Comics - 3:40 (Charly Ricanek, Amanda Lear)
5. Hollywood Flashback - 4:33 (Anthony Monn, Amanda Lear)
6. I Am a Photograph - 4:15 (Anthony Monn, Amanda Lear)
7. Blood & Honey - 4:50 (Anthony Monn, Amanda Lear)
8. These Boots Are Made for Walkin' - 3:18 (Lee Hazlewood)
9. Pretty Boys - 2:55 (Anthony Monn, Amanda Lear)
10. Queen of China-Town - 4:15 (Anthony Monn, Amanda Lear)
11. Blue Tango - 2:40 (Amanda Lear, Mitchell Parish, Leroy Anderson)